# Аарон, Джон
Джон Аарон  (англ. John W. Aaron) (родился 1943, Веллингтон, штат Техас, США) — бывший инженер НАСА, работавший в Центре управления полётом по программе Аполлон. Стал широко известным благодаря спасению им миссий «Аполлон-12» и «Аполлон-13».

## Работа вНАСА

### Аполлон-12
Инженер Центра управления полётом Джон Аарон сыграл решающую роль в продолжении миссии «Аполлон-12» после поражения корабля двумя разрядами молний. Его рекомендация позволила восстановить работоспособность бортовой телеметрии корабля и убедиться в исправности оборудования. Джон Аарон предложил перевести переключить SCE (Signal Conditioning Equipment) в положение Aux. Никто из наземной команды не знал о такой возможности, но рекомендация была передана на борт «Аполлона-12», и астронавт Бин сумел её реализовать. После такого вмешательства и перезапуска бортовой электроники Центр управления смог получать данные телеметрии, опираясь на которые было принято решение о целесообразности вывода корабля на лунную траекторию.

### Аполлон-13
После взрыва на борту корабля Аполлон-13  Джон Аарон получил задачу решить проблему с источником питания лунного модуля, а затем - с недостатком электропитания во время обратного полёта. Ему было разрешено наложить вето на идеи других инженеров, особенно когда они влияли на использование мощности электрических батарей. Будучи ответственным за нормирование мощности космического аппарата во время обратного полёта, он разработал инновационную последовательность операций с бортовым питанием, которая позволила вернуть на Землю командный модуль при работе на ограниченной мощности батареи. В отличие от существующих процедур, просчитав все риски, он приказал отключить измерительную систему, которая включает телеметрию, средства видеонаблюдения и передатчик связи, чтобы включить их в последний раз непосредственно перед спуском. Без измерительной системы экипаж и диспетчеры не могли знать наверняка о правильной траектории полёта до самого последнего момента перед спуском. Однако без внесения таких изменений капсула с экипажем исчерпала бы запас батареи до приводнения. Процедура оказалась успешной, и экипаж вернулся на Землю.